# 2686 Лінда Сюзан
2686 Лінда Сюзан (2686 Linda Susan) — астероїд головного поясу, відкритий 5 травня 1981 року.
Тіссеранів параметр щодо Юпітера — 3,230.